# Сонячний удар
Со́нячний уда́р — різновид теплового удару, що виникає в випадку локального перегрівання голови під прямим сонячним промінням. Розвитку сонячного удару сприяє загальне перегрівання організму під час спеки в літню погоду.
Волосся голови, як правило, сприяє зменшення ризику перегрівання мозку за рахунок поглинання світла та теплорозсіювання, не проводячи сонячне тепло до мозку. 

## Симптоми

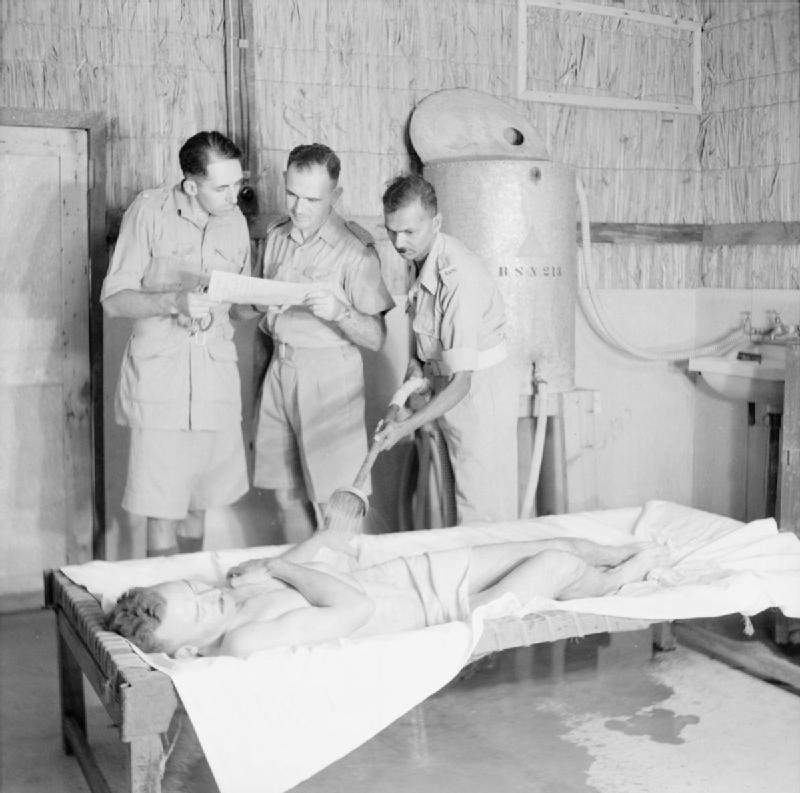
1943 рік. Британському солдату надають першу допомогу при сонячному ударі, поливаючи його водою.

Сонячний удар супроводжується головним болем, млявістю, блювотою. У важких випадках — комою. Симптоми перегрівання посилюються при підвищенні вологості навколишнього середовища.
Легкий ступінь
- загальна слабкість;
- головний біль;
- нудота;
- зростання частоти пульсу та дихання;
- розширення зіниць.

Середній ступінь
- різка адинамія;
- сильний головний біль з нудотою і блюванням;
- оглушення;
- невпевненість рухів;
- хитка хода;
- часом запаморочення;
- зростання частоти пульсу та дихання;
- підвищення температури тіла до 39 - 40 ° C.

Важкий ступінь. Розвивається раптово: Обличчя налите кров'ю, згодом блідо-синє. Трапляються випадки зміни свідомості від легкого ступеня до коми, клонічні і тонічні судоми, мимовільне виділення сечі і калу, марення, галюцинації, підвищення температури тіла до 41 - 42 ° C, випадки раптової смерті. Летальність 20 - 30%.

## Перша допомога
- Потерпілого перенести в тінь в напівлежаче положення
- Звільнити від стиснюючого та зайвого одягу
- Потерпілому зробити холодний компрес на голову, або прикласти холодні предмети з холодильника, облити обличчя прохолодною водою
- При відсутності дихання виконати штучне дихання
- При відсутності пульсу виконати непрямий масаж серця
- Викликати бригаду швидкої допомоги

## Профілактика
Аби уникнути сонячних ударів, у спекотну сонячну погоду рекомендовано носити головне вбрання зі світлого матеріалу, яке сильніше відбиває сонячне світло, уникати виснажливої роботи та прогулянок в години максимальної сонячної активності, споживати достатню кількість рідини, щоб запобігти зневодненню.

## Цікаві факти
У Битві біля Тель-ель-Кебір загинуло більше британських солдат від сонячного удару ніж від дій супротивника.